# Het Huis van Waalre

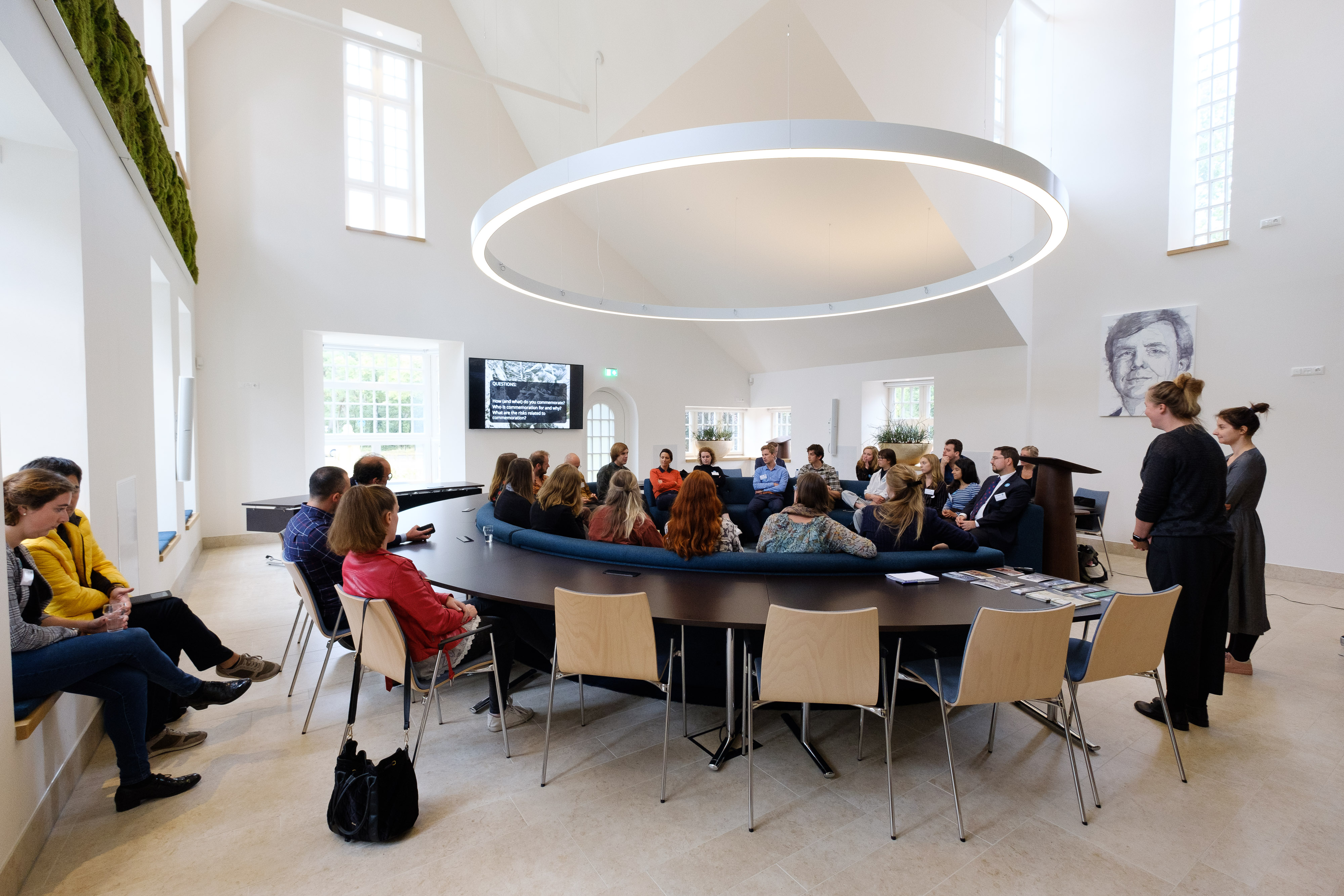
Raadzaal

Het conferentiecentrum Het Huis van Waalre is gevestigd in het voormalige Gemeentehuis van Waalre. Het pand is een ontwerp van de architect H.W. Valk uit 1929 en is gelegen  in een bosgebied tussen het dorp Aalst en Waalre-dorp. Het is gebouwd in de traditionalistische stijl. In 1990 werd een nieuw gedeelte aan het bestaande gemeentehuis gebouwd, waardoor het een U-vorm kreeg. Het nieuwere gedeelte heeft geen monumentale status. In juli 2012 brandde het complex grotendeels af. Na uitgebreid restauratiewerk kreeg het in 2017 de huidige bestemming. 

## Aanslag
In de nacht van 17 op 18 juli 2012 werd een aanslag op het gemeentehuis gepleegd. Twee personenauto's ramden twee verschillende ingangen van het pand, waarna het gebouw grotendeels afbrandde. Tijdens een persconferentie noemde locoburgemeester Ton Bonouvrié het incident een ondermijning van de rechtsstaat. In augustus van dat jaar werd een deel van het gemeentehuis gesloopt. Over herbouw van het monumentale pand werd getwijfeld. In de zaak werden drie verdachten opgepakt, maar deze werden later weer vrijgelaten wegens onvoldoende bewijs. Ze bleven wel verdachte. Eind juni 2015 maakte het Openbaar Ministerie bekend dat het onderzoek naar de aanslag werd gestaakt; dat zou pas weer worden geopend als er nieuwe informatie binnenkwam.
Het nieuwe gemeentehuis werd op 8 juni 2018 in gebruik genomen. Daarvoor had het gemeentebestuur van de gemeente Waalre een tijdelijk onderkomen in Aalst.